# Цьокан Ілля Іларіонович
Ілля́ Іларіонович Цьо́кан  (також Ілько Цьокан; 7 вересня 1887, с. Сторонибаби, нині Красненська селищна громада, Золочівський район — 10 жовтня 1937, урочище Бутовський полігон, Московська область (за іншими даними — 1940, м. Семипалатинськ, Казахстан) — український військовик, учасник українського національно-визвольного руху, мемуарист, правник, педагог, економіст.

## Життєпис

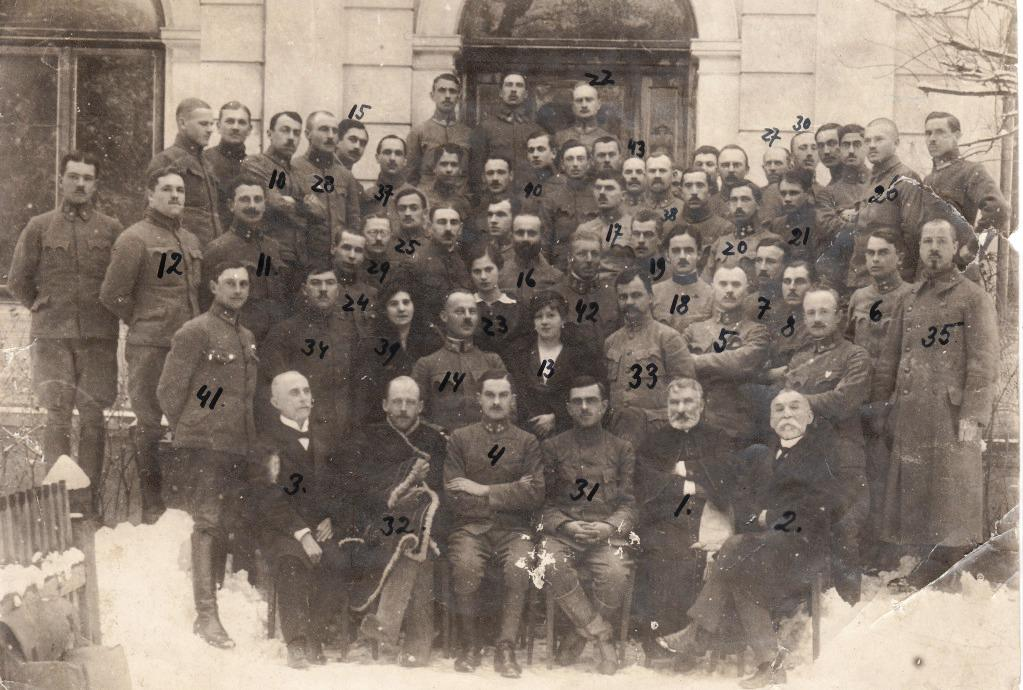
Діячі ЗУНР у Золочівському повіті, 1919. Цифрами на фото позначені: 1. о. Стефан Юрик, 2. Михайло Балтарович, 3. Гнат Дзерович, 4. Ілля Цьокан, 5. Теодор Ваньо, 6. Пор. Юрій Жмур, 7. Йосафат Фешур; між 6 і 8 Василь Пачовський, 10. Пор. Мирон Дольницький 11. Олександр Малиновський 12. Петро Вовк 14, от. Северин Лещiй, 16. сот. Мирослав Янович 18. Антін Кравс, 19. Рудольф Фірер, 23. Скобельська Анна, 24. Пор. Теодор Дацків, 25. Білач, 26. Василь Сірко 27 Михайло Павлюк, 29. сот. Іван Сітницький, 30. Ольшанецький, 31. Олександр Шаповал, 32. Микола Какурін, 33. Григорій Сиротенко, 42. Гребенц. Зліва від № 40 Парнас Яків

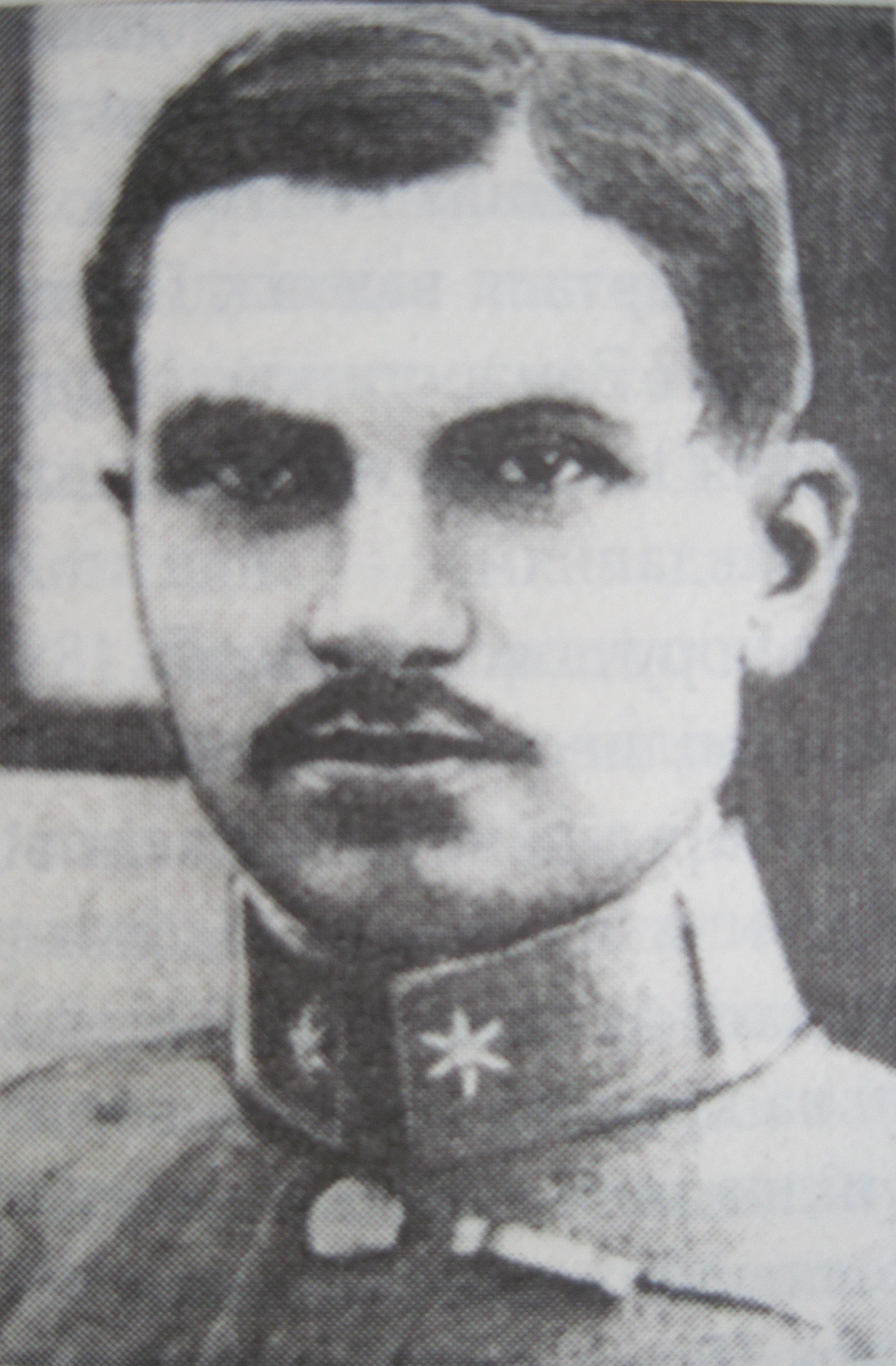
У часі служби в УГА

Народився 7 вересня 1887 року у селі Сторонибаби на Львівщині (нині Красненська селищна громада, Золочівський район, Львівська область, Україна) в селянській родині Гілярія Семеновича Цьокана та його дружини Ксенії Данилівни. Був найстаршим із восьми дітей.
Навчався в цісарсько-королівській Золочівській гімназії (зокрема, у польськомовному звіті директора закладу за шкільний рік 1902/1903 фігурує як Eliasz Ciokan, який відмінно закінчив IIb клас), 1909 року закінчив Академічну гімназію у Львові, а 1913 року — правничий факультет Львівського університету. Організатор відділів товариства «Сокіл» на Золочівщині. Також навчався у Віденському університеті.
Учасник першої світової війни. Доброволець легіону УСС від серпня 1914 року, воював на східному фронті, учасник боїв у Карпатах. Один з організаторів інтендантської служби УСС, провіантовий старши́на 2-го куреня, згодом полку. Член комісії УСС із розробки герба майбутньої самостійної соборної Української держави. Належав до «Лицарства залізної остроги». 
Учасник наради (11 грудня 1917 року) старшин фронтових фармацій, що базувалися в Гуштинському лісі на Борщівщині, де доводив, що самовільний перехід легіону УСС на Наддніпрянщину завдасть більше шкоди, ніж користі, бо Галичина втратить захист від небезпеки, яка їй загрожувала. 1918 року у Львівському університеті здобув науковий ступінь доктора права. 
Співорганізатор та учасник Листопадового чину 1 листопада 1918 року у Львові. Був членом УЦВК. Вільно володів німецькою та угорською мовами, переконав командирів німецьких та угорських військових частин у місті дотримуватися нейтралітету. Відзначився у боях у Львові, зокрема в обороні будинку Галицького сейму (нині — головний корпус Львівського національного університету імені Івана Франка), за що 12 листопада 1918 року Іллі Цьокану присвоєне військове звання сотника. Від 5 січня й до травня 1919 року був командантом Золочівської ОВК. Від середини червня 1919 року очолював Тернопільський ОВК, займався формуванням 18-ю Тернопільської бригадою УГА, якою командував упродовж наступних двох місяців під час Чортківської офензиви. Служив старшиною в Команді запілля, а 4 жовтня 1919 року призначений начальним інтендантом УГА. Наприкінці 1919 року перехворів на тиф. Після об'єднання УГА з Червоною армією у лютому 1920 року у ЧУГА, Цьокан до квітня 1920 року перебував у лавах ЧУГА.
Після завершення визвольних змагань перебував на лікуванні в Одесі. Тут викладав фізичну культуру в українських початкових школах до моменту арешту шваґра. Через загрозу переслідування нелегально виїхав до Відня (Австрія). Звідти у 1921 році перебрався на Закарпаття, де в Ужгороді працював в Українському банку, до 1925 року викладав у торговельній академії. Діяльний в українському національно-культурному житті, зокрема, в товаристві «Просвіта». Від 25 січня 1921 року — секретар організаційної комісії головного виділу товариства «Просвіта», що вела перемовини з урядом ЧСР в справі ліквідації неписемності у Закарпатському краї.
У лютому 1926 року через доноси чехословацькій владі від провокаторів, зокрема москвофілів та мадяронів, отримав рішення влади ЧСР покинути країну. Виїхав до Праги, звідки через Німеччину у травні 1926 року прибув до УСРР. Спочатку перебував у Харкові, де займав посаду комерційного директора юридичного видавництва УСРР. Восени 1928 року згідно з оголошеним конкурсом Ілька Цьокана обрано професором торгово-промислового права Одеського юридичного інституту, де був деканом юридичного факультету. Після закриття цього навчального закладу Цьокан не мав можливості залишитися в Одесі, а в Києві відкрили інститут обліку та розподілу, де професор Цьокан викладав економіку зовнішньої торгівлі.
Восени 1931 року заарештований співробітниками ДПУ УСРР і за сфабрикованим звинуваченням у належності до «контрреволюційної організації», яка ставила своїм завданням повалення радянської влади, з постановою Колегії ОДПУ СРСР від 7 лютого 1932 року засуджений на 3 роки виправно-трудових таборів Звільнений влітку 1934 року та оселився у Москві, зміг змінити прізвище на Ціокан та викладав в інституті радянської торгівлі.
Заарештований вдруге 19 серпня 1937 року співробітниками НКВС СРСР. За безпідставним звинуваченням «у контрреволюційній фашистській агітації» відповідно до постанови судової трійки при УНКВС по Московській області від 8 жовтня 1937 року був засуджений до розстрілу. Розстріляний 10 жовтня 1937 року та похований в урочищі Бутовський полігон, що поблизу селища Дрожжине Ленінського району Московської області.
За іншими даними, у 1930-х роках заарештований та засуджений до тривалого терміну ув'язнення в концентраційних таборах і загинув на засланні в Семипалатинську (нині Республіка Казахстан).
Відомо лише, що через шість десятиліть висновком прокуратури Одеської області від 28 червня 1994 року Іллю Цьокана посмертно реабілітовано.

## Праці
Ілля Цьокан є автором брошури «Від Денікіна до більшовиків: фрагмент споминів з Радянської України» (1921 рік, Відень), підручника «Наука о торговли»  (1925 рік, Ужгород); публікації «Економічно-адміністративна сторона Українського Січового Війська» (1917 рік, Львів), статей у журналах «Шляхи», часописі «Свобода» та багатьох інших. Друкувався в українській періодиці під псевдонімом. 
У другому томі збірки «Українська Галицька Армія: у 40-річчя її участи у Визвольних Змаганнях. Матеріяли до історії» опублікований спомин сотника Іллі Цьокана «УГА між Добрармією і Червоною Армією. Фраґмент споминів з Радянської України».

### Родина
23 січня 1921 року в Ужгороді Ілько Цьокан одружився з Мариною Терпило, колишньою артисткою української капели під керівництвом О. Кошиця, яка співала в новоутвореному українському театрі в Ужгороді.